# Rio das Ostras
Rio das Ostras är en stad och kommun i sydöstra Brasilien och ligger i delstaten Rio de Janeiro. Staden är belägen vid atlantkusten och folkmängden uppgår till cirka 100 000 invånare.